# Полтавка (Аккайинський район)
Полта́вка (каз. Полтавка) — село у складі Аккайинського району Північноказахстанської області Казахстану. Адміністративний центр Полтавського сільського округу.
Населення — 807 осіб (2021; 799 у 2009, 984 у 1999, 1208 у 1989).
Національний склад станом на 1989 рік:
- казахи — 31 %
- українці — 28 %
- росіяни — 28 %.